# Lysarete raquelae
Lysarete raquelae är en ringmaskart som beskrevs av Carrera-Parra 200. Lysarete raquelae ingår i släktet Lysarete och familjen Lumbrineridae.
Artens utbredningsområde är Mexikanska golfen. Inga underarter finns listade i Catalogue of Life.